# المصرية الصينية لتصنيع منصات حفر البترول
المصرية الصينية لتصنيع منصات حفر البترول أو (بالإنجليزية: EPHH - Egyptian Petroleum Sichuan Honghua Rig Manufacturing)‏ هي إحدى شركات قطاع البترول المصري، والتي تأسست عام 2007 كشركة مساهمة مصرية وفقا لأحكام قانون ضمانات وحوافز الاستثمار رقم 8 لسنة 1997 ولوائح المناطق الحرة الخاصة.

## نشاط الشركة
- تصنيع وتجميع وتجديد وتوفير خدمات الصيانة والإصلاح والدهان والاختبار لمنصات الحفر البرية والبحرية
- العمل على منصات حفر صناعة البترول والغاز الطبيعي
- تصنيع وتجميع وإصلاح وتخزين وبيع قطع الغيار والمعدات والمعدات والأدوات المساعدة الأخرى المتعلقة بعملية الحفر
- تقديم خدمة ما بعد البيع لمنصات الحفر البرية والبحرية
- تأهيل منتجات الشركة لتطابق المعايير الدولية في مجال الأعمال النفطية

## المساهمين
يساهم في رأسمال الشركة كل من:-
- سيشوان هنغوا للمعدات البترولية : 50%
- إنبي - الهندسية للصناعات البترولية والكيماوية : 12.5%
- بتروجيت - المشروعات البترولية والاستشارات الفنية : 27.5%
- ثروة للبترول : 10%

## وصلات خارجية
- موقع وزارة البترول والثروة المعدنية
- موقع الهيئة المصرية العامة للبترول
- موقع الشركة المصرية الصينية لتصنيع منصات حفر البترول